# Оксид палладия(III)
Оксид палладия(III) — неорганическое соединение, 
окисел металла палладия с формулой Pd2O3•n H2O,
существует только в гидратированной форме,
тёмно-коричневый порошок,
не растворяется в воде.

## Получение
- Окисление водного раствора нитрата палладия(II) озоном:

{\displaystyle {\mathsf {2Pd(NO_{3})_{2}+O_{3}+(2n+2)H_{2}O\ {\xrightarrow {8^{o}C}}\ Pd_{2}O_{3}\cdot H_{2}O\downarrow +4HNO_{3}+O_{2}\uparrow }}}
- Окисление электролизом водного раствора нитрата палладия(II):

{\displaystyle {\mathsf {2Pd(NO_{3})_{2}+(2n+3)H_{2}O\ {\xrightarrow {e^{-}}}\ Pd_{2}O_{3}\cdot H_{2}O\downarrow +4HNO_{3}+H_{2}\uparrow }}}

## Физические свойства
Оксид палладия(III) образует тёмно-коричневый порошок,
не растворяется в воде.

## Химические свойства
- Разлагается при нагревании (со взрывом):

{\displaystyle {\mathsf {2Pd_{2}O_{3}\cdot H_{2}O\ {\xrightarrow {T}}\ 4PdO+O_{2}\uparrow +2nH_{2}O}}}
- Окисляет соляную кислоту:

{\displaystyle {\mathsf {2Pd_{2}O_{3}\cdot H_{2}O+6HCl\ {\xrightarrow {}}\ 2PdCl_{2}+Cl_{2}\uparrow +(2n+3)H_{2}O}}}